# Plansza testowa

Plansza Philips używana do testów analogowej telewizji kolorowej

Plansza pasowa

Plansza testowa (obraz kontrolny, tablica kontrolna) – testowy sygnał telewizyjny służący zwykle do kalibracji obrazu, jak również oceny niektórych parametrów odbiornika telewizyjnego (poprawne wstrojenie w kanał, geometria obrazu, zbieżność, jasność, kontrast, nasycenie barw itp.). Przez stacje telewizyjne emitowana jest również często wówczas, kiedy nie jest emitowany żaden program (najczęściej w godzinach nocnych). Jedną z tablic kontrolnych jest obraz składający się z 8 pasów w kolorach: białym, żółtym, turkusowym, zielonym, różowym, czerwonym, niebieskim i czarnym.